# 勒里托爾德峰
45°57′46.5″N 7°15′22.7″E / 45.962917°N 7.256306°E
勒里托爾德峰（Le Ritord），是瑞士的山峰，位於該國南部，由瓦萊州負責管轄，屬於本寧阿爾卑斯山脈的一部分，海拔高度3,556米，每年平均降雨量1,303毫米。

## 外部連結
- Le Ritord on Hikr （页面存档备份，存于）